# Vione
Vione (Viù in dialetto camuno) è un comune italiano di 613 abitanti della Val Camonica, della provincia di Brescia in Lombardia.

## Geografia fisica

### Territorio
Il paese di Vione si trova in alta Val Camonica.

## Origini del nome
L’evoluzione del toponimo è piuttosto varia nel XI secolo è denominato Vionno, poi nel successivo secolo Avionno e nel XIII secolo Viono. Oltre alle origini leggendarie, che fanno parte delle avventure dell’Imperatore Carlo Magno in Vallecamonica (che tuttavia risalgono al 1600). L’ipotesi più accreditata sull’origine del toponimo è che esso possa derivare da via e sia l’accrescitivo nell’idioma locale ossia Viù (nome che rimane nel locale Lombardo Orientale), ossia “stradone”. Un’altra ipotesi è quella della similarità con il termine Avio derivata dalla prossima Val d’Avio. Vione potrebbe anche derivare dall'antico celtico "biù" (baita o casa di montagna). Secondo quanto riportato invece dal notaio Bartolomeo Biancardi e dal cronista  Padre Gregorio Brunelli inizialmente il paese si chiamava Polagra o Polacra o Dellagara ed in esso sorgeva un'imponente fortezza il cui mastio venne distrutto nel 1411. Secondo il Brunelli fu Carlo Magno che dopo aver espugnato il maniero ne cambiò il nome in Vione ispirandosi al suo castello di Vion nei Pirenei.

## Storia

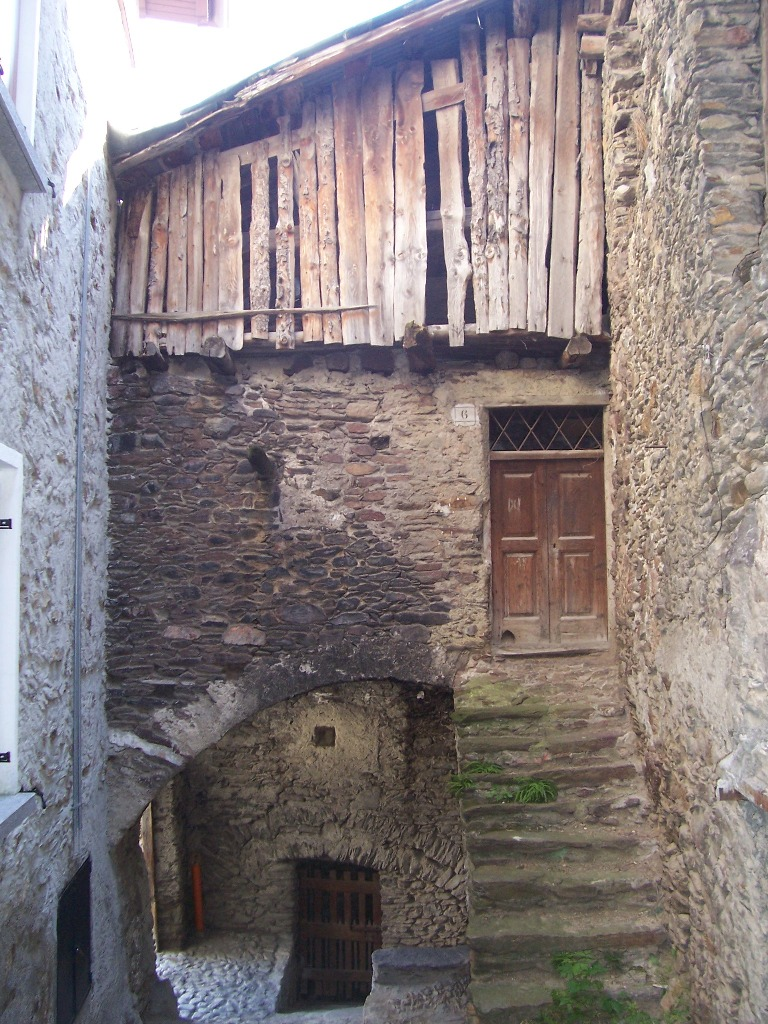
Antica abitazione a Vione

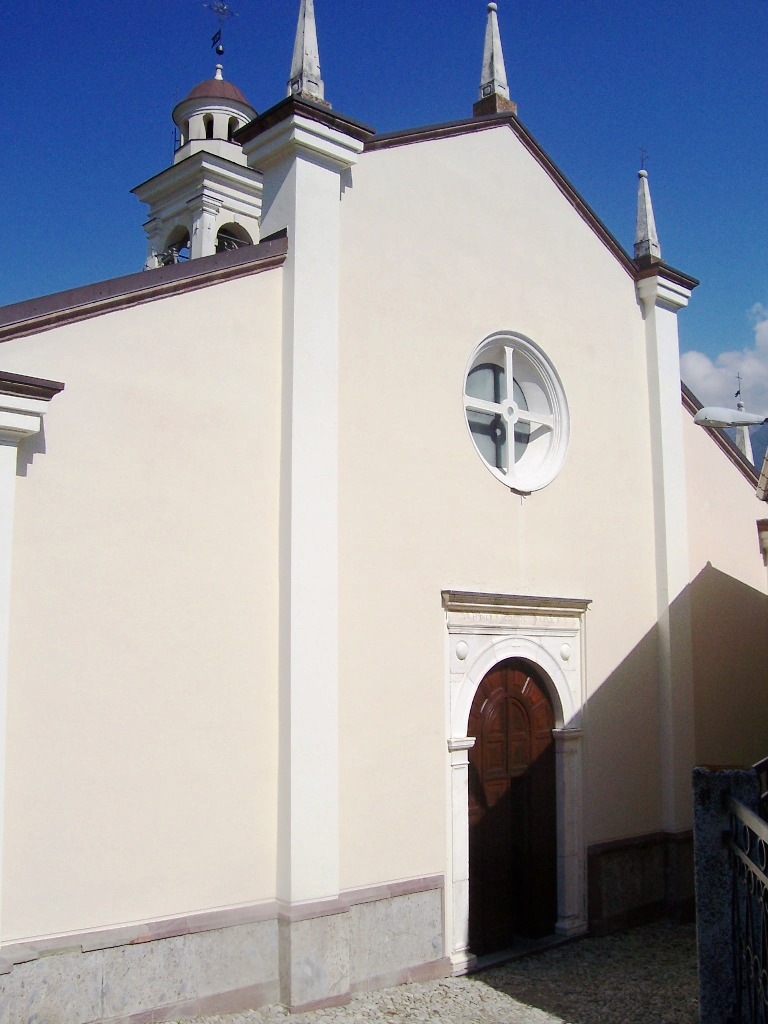
Chiesa di San Remigio, parrocchiale

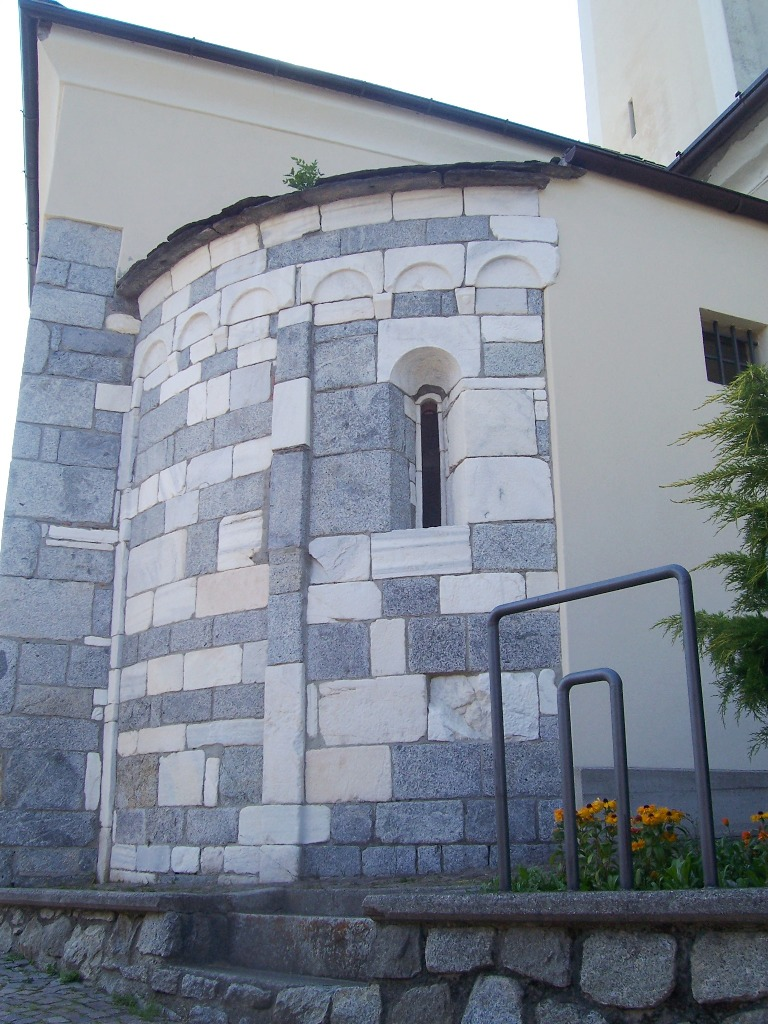
Parte dell'antica abside della parrocchiale

Il 19 ottobre 1336 il vescovo di Brescia Jacopo de Atti investe iure feudi dei diritti di decima, nei territori di Vione e Corteno Golgi, Giovanni e Belotto Bardelli di Malonno.
Nel 1338 vi fu una lite tra i Vione e Vezza per i confini, e gli abitanti vennero alle armi. Gli abitanti di Vezza diedero fuoco al castello di Vione. La dichiarazione di pace che contemplava anche i confini di Promina e Valzani fu rogata l'anno seguente.
Il 15 maggio 1365 il vescovo di Brescia Enrico da Sessa investe iure feudi dei diritti di decima, nei territori di Breno, Vione, Vezza, Sonico, Malonno, Berzo Demo, Astrio, Ossimo e Losine, Giovanni e Gerardo del fu Pasino Federici di Mù.
Alla pace di Breno del 31 dicembre 1397 i rappresentanti della comunità di Vione, di Bregnano Marchesio ed il notaio Antonio Guarnieri si schierarono sulla sponda ghibellina.
Il 17 settembre 1423 il vescovo di Brescia Francesco Marerio investe iure feudi dei diritti di decima, nei territori di Monno, Cevo, Andrista, Grumello, Saviore, Cemmo, Ono, Sonico, Astrio, Malegno, Cortenedolo, Vione, Incudine e Berzo Demo, Bertolino della Torre di Cemmo .
Nel 1460 furono istituite delle scuole di grammatica latina, frequentate non solo da terrazzani, ma anche da esteri. Esse durarono fino al 1705, facendo di Vione un semenzaio di notai. In 4 secoli Vione produsse 142 sacerdoti, diversi dottori in teologia, 99 monaci, tra cui predicatori, 76 pubblici notai e diversi dottori in legge e medicina.
Il 13 agosto 1862 un incendio divora la frazione di Canè.

### Feudatari locali
Famiglie che hanno ottenuto l'infeudazione vescovile dell'abitato:
| Famiglia    | Stemma | Periodo  |
| Bardelli    |        | 1336 - ? |
| Federici    |        | 1365 - ? |
| Della Torre |        | 1423 - ? |

### Simboli
(D.P.R. del 1º febbraio 1957)
Il gonfalone è un drappo partito di rosso e di bianco.

## Monumenti e luoghi d'interesse

### Architetture religiose
Le chiese di Vione sono:
- Parrocchiale di San Remigio, risalente al 1598 da precedente romanica. All'interno la pala d'altare del Bate
- Santuario della Madonna di Cortaiolo, del 1577

### Aree archeologiche
- A monte dell'abitato di Vione (2232-2250 m s.l.m.) si trova l'area archeologica di Tor dei Pagà, costituita da una installazione militare risalente ai secc. XIII/XIV e un'area rituale protostorica.

### Museo
- Presso le ex scuole elementari si sviluppa il museo etnografico "El zùf" (Il Giogo nel dialetto Vionese) ideato e realizzato dal maestro Dino Marino Tognali, scrittore storico e poeta dialettale. Il museo si sviluppa in 12 sale tematiche (tra cui la cucina, la camera da letto, la lavorazione del grano, la scuola, i mestieri di un tempo e tanto altro) dove sono raccolti circa 6000 oggetti della tradizione agricola montana dell'Alta Valle Camonica. Una sala del museo è stata destinata ad ospitare altresì quanto ritrovato in sede di indagini storico- archeologiche eseguite nel territorio di Vione relativamente al progetto "Vione archeologica" finanziato dalla Regione Lombardia con il contributo di Fondazione Cariplo e in collaborazione con l'Università Cattolica.

## Società

### Evoluzione demografica
Abitanti censiti

### Tradizioni e folclore
Annualmente i terrazzani distribuivano il sale.

## Geografia antropica

### Frazioni
Vione ha due frazioni: Canè (180 abitanti) e Stadolina (190 abitanti).

## Economia

### Agricoltura
Il territorio montano è utilizzato principalmente per l'agricoltura, sebbene in maniera molto minore che nel passato. Sono state altresì abbandonate attività ad essa collegate quali piccoli caseifici, forni, segherie.
Il comune di Vione, come tutti i comuni limitrofi, è stato interessato negli anni successivi la seconda guerra mondiale da un notevole fenomeno di emigrazione, sia verso la pianura italiana (Milano, Bergamo, Brescia, Torino), sia verso la vicina Svizzera.
L'economia del comune è basata sulla poca agricoltura, sul mercato dell'edilizia (in relazione all'attività turistica) e sul turismo estivo, grazie alla ricchezza naturalistica e di tradizioni del territorio. La Val di Canè è ora parte del Parco Nazionale dello Stelvio.
Nei primi anni del XX secolo era attiva nella val Canè una cava di marmo. In questi anni sono stati avviati progetti per il recupero delle lavorazioni tradizionali (marmo, legno, metalli).
A Vione e in tutta l'Alta Valle Camonica è nato un progetto per la coltivazione di piccoli frutti e di fragole.

## Amministrazione
| Periodo          | Periodo          | Primo cittadino                 | Partito                                   | Carica  | Note        |
| ---------------- | ---------------- | ------------------------------- | ----------------------------------------- | ------- | ----------- |
| 31 marzo 1946    | 5 giugno 1951    | Federico Citroni (1889-1957)    | Democrazia Cristiana                      | Sindaco |             |
| 6 giugno 1951    | 26 maggio 1956   | Federico Citroni (1889-1957)    | Democrazia Cristiana                      | Sindaco |             |
| 27 maggio 1956   | 5 novembre 1960  | Pietro Rossi (-)                | Democrazia Cristiana                      | Sindaco |             |
| 6 novembre 1960  | 21 novembre 1964 | Dino Marino Tognali (1928-2014) | Lista Civica "Unione Civica"              | Sindaco |             |
| 22 novembre 1964 | 7 giugno 1970    | Giuseppe Ferrari (1918-2003)    | Democrazia Cristiana                      | Sindaco |             |
| 8 giugno 1970    | 14 giugno 1975   | Dino Marino Tognali (1928-2014) | Democrazia Cristiana                      | Sindaco |             |
| 15 giugno 1975   | 8 giugno 1980    | Ettore Coatti (-)               | Lista civica                              | Sindaco | lista unica |
| 9 giugno 1980    | 12 maggio 1985   | Dino Marino Tognali (1928-2014) | Democrazia Cristiana                      | Sindaco |             |
| 13 maggio 1985   | 5 maggio 1990    | Dino Marino Tognali (1928-2014) | Democrazia Cristiana                      | Sindaco |             |
| 6 maggio 1990    | 22 aprile 1995   | Giuseppe Paoli (1940)           | Democrazia Cristiana                      | Sindaco |             |
| 23 aprile 1995   | 12 giugno 1999   | Giuseppe Paoli (1940)           | Partito Popolare Italiano                 | Sindaco | 64,5%       |
| 13 giugno 1999   | 11 giugno 2004   | Giuseppe Paoli (1940)           | Lista civica "Canè-Vione-Stadolina"       | Sindaco | 65,8%       |
| 12 giugno 2004   | 7 giugno 2009    | Enrico Ferrari (1949-2025)      | Lista civica "Uniti per il futuro"        | Sindaco | 52,1%       |
| 8 giugno 2009    | 24 maggio 2014   | Mauro Testini (1966)            | Lista civica "Vivere insieme"             | Sindaco | 100%        |
| 25 maggio 2014   | 26 maggio 2019   | Mauro Testini (1966)            | Lista civica "Vivere insieme ancora 2014" | Sindaco | 100%        |
| 27 maggio 2019   | 9 giugno 2024    | Mauro Testini (1966)            | Lista civica "Vivere insieme 2019-2024"   | Sindaco | 71,8%       |
| 10 giugno 2024   | in carica        | Stefano Tomasi (1964)           | Lista civica "Vivere Insieme 2024-2029"   | Sindaco | 100%        |

### Unione di comuni
Vione fa parte dell'Unione Comuni Lombarda dell'Alta Valle Camonica, assieme ai comuni di Ponte di Legno, Temù, Vezza d'Oglio, Incudine e Monno.

L'Unione di Comuni, che ha sede a Ponte di Legno, è stata creata il 30 ottobre 2000, ed ha una superficie di circa 284,10 km².